# Simpson Strait
Die Simpson Strait (Inuktitut Quukilruq) ist eine seichte Meerenge, welche King William Island im Norden von der Adelaide Peninsula, die zum Festland des kanadischen Territorium Nunavut gehört, im Süden trennt. 
Die Meeresstraße verbindet den Queen Maud Gulf und der zugehörigen Storis Passage im Westen mit dem Rasmussen Basin im Osten. 
Die Simpson Strait hat eine Länge von 80 km. Ihre Breite schwankt zwischen 3,5 und 20 km.
Es liegen mehrere kleine Inseln innerhalb der Meeresstraße: Albert, Beaver, Boulder, Castor, Chens, Club, Comb, Denille, Dolphin, Eta, Hook, Kilwinning, Pollux, Ristvedt, Saatuq, Sarvaq und Taupe.

## Geschichte
George Back erreichte die Simpson Strait im Jahre 1834. Er gab ihr jedoch keinen Namen.
Im Jahre 1836 beauftragte die Hudson’s Bay Company Thomas Simpson und Peter Warren Dease damit, die Erkundung und Kartierung der Nordküste von Nordamerika abzuschließen.
Diese erreichten 1839 die Simpson Strait und gaben ihr ihren heutigen Namen.
Roald Amundsen befuhr die Meerenge 1903 während seiner ersten erfolgreichen Nordwest-Passage.